# دیلجیت دوسانجه
دیلجیت دوسانجه (به انگلیسی: Diljit Dosanjh) (زاده ۶ ژانویهٔ ۱۹۸۴) بازیگر هندی است.
از فیلم‌هایی که وی در آن نقش داشته است می‌توان به اودتا پنجاب اشاره کرد.

## فیلم‌شناسی
فهرست برخی از فیلم‌هایی که دیلجیت دوسانجه در آنها به ایفای نقش پرداخته‌است:
- اودتا پنجاب
- به نیویورک خوش آمدید
- فیلاوری
- خبر خوب
- آرجون پاتیالا
- آمبارساریا
- سوپر سینگ
- دل گرفتارت شده
- خدمه
- امر سینگ چمکیلا